# Oenopia
Oenopia is een geslacht van kevers uit de  familie van de lieveheersbeestjes (Coccinellidae).

## Soorten
- Oenopia adelgivora
- Oenopia billieti
- Oenopia bissexnotata
- Oenopia conglobata (Linnaeus, 1758)
- Oenopia diabolica
- Oenopia doublieri (Mulsant, 1846)
- Oenopia formosana
- Oenopia impustulata
- Oenopia kirbyi Mulsant, 1850
- Oenopia lyncea
- Oenopia mimica
- Oenopia oncina (Olivier, 1808)
- Oenopia quadripunctata
- Oenopia sauzeti
- Oenopia sexareata
- Oenopia shirkuhensis Khormizi & Nedvěd, 2020[1]
- Oenopia signatella
- Oenopia smetanai
- Oenopia walteri